# Bürgerliches Waisenhaus (Passau)

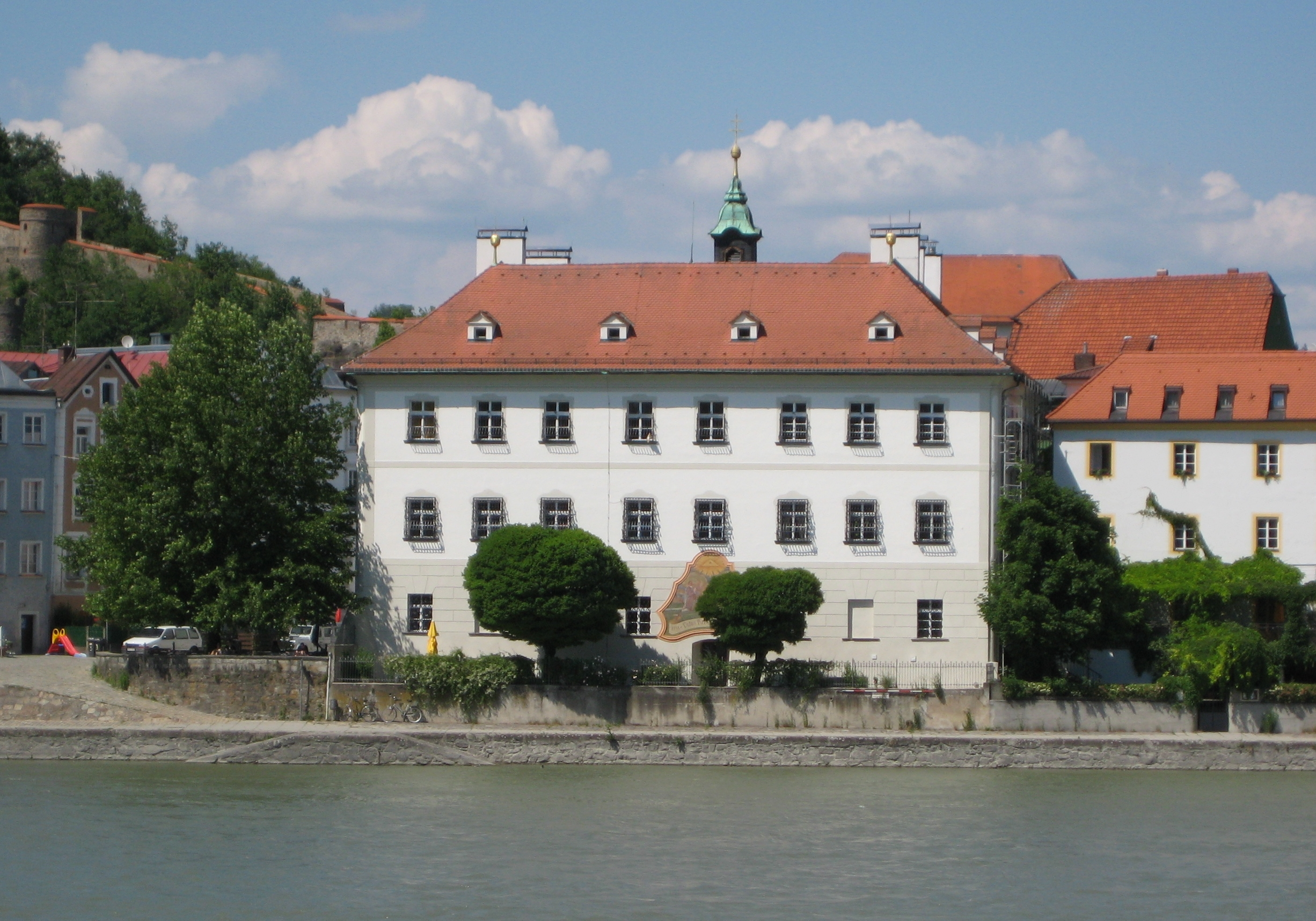
Das Bürgerliche Waisenhaus von der gegenüberliegenden Innseite gesehen

Das Bürgerliche Waisenhaus, auch Lukas-Kern-Waisenhaus oder Lukas-Kern-Kinderheim, ist ein Waisenhaus in Passau.

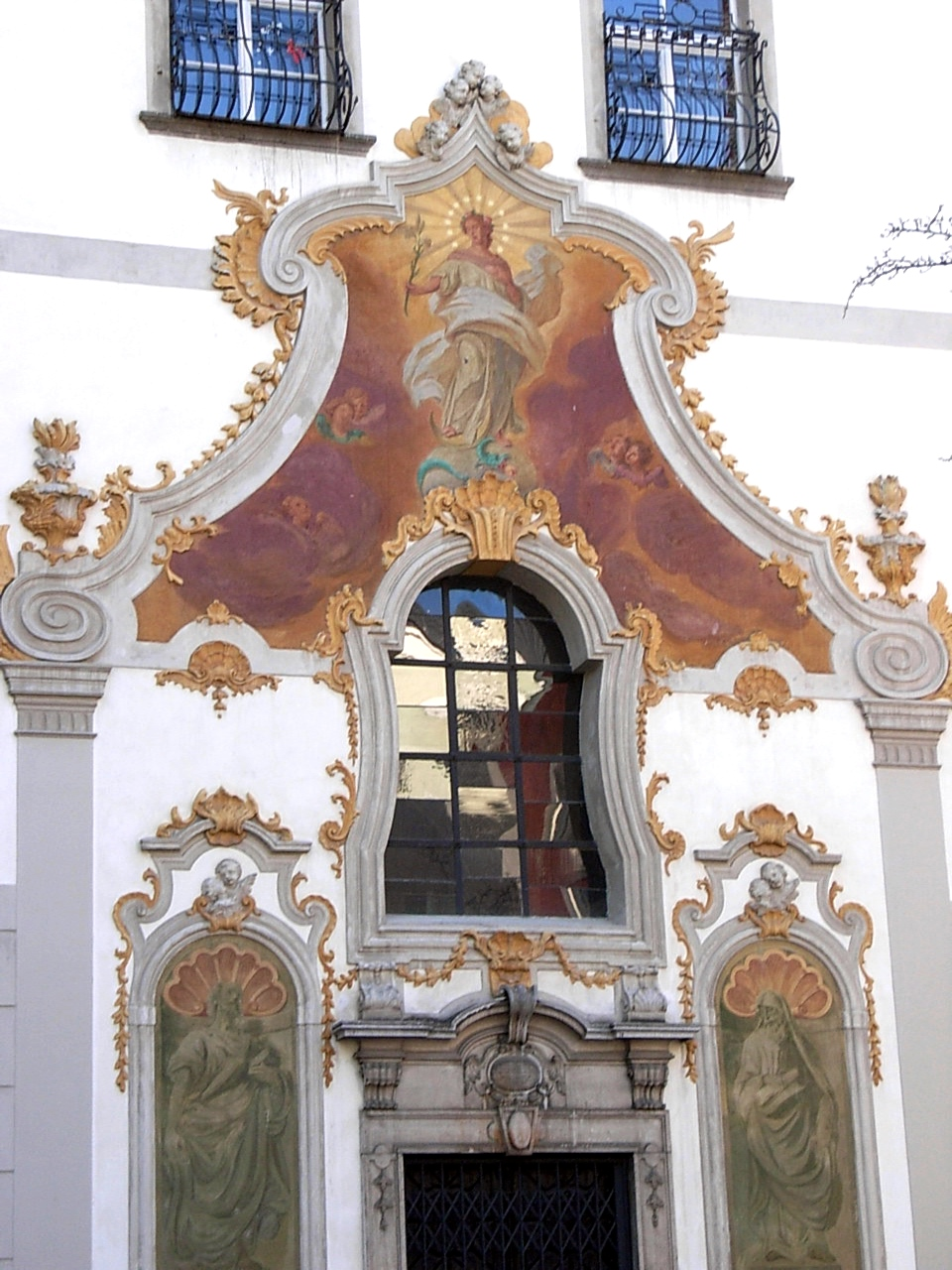
Fassade der Waisenhauskapelle

72.400 Gulden stiftete der Schiffsmeister und Gastwirt Lukas Kern 1749 in seinem Testament für ein Waisenhaus in Passau. In seinem Testament verfügte er, dass zu allen Zeiten wenigstens zwölf Knaben und ebenso viel Mädchen das Haus bewohnen sollen.
Zwischen 1750 und 1762 wurde es als Vierflügelanlage nach den Plänen des Baumeisters Johann Michael Schneitmann am Zusammenfluss von Donau und Inn errichtet. Dem Eingang der Waisenhauskapelle ist, ohne die Frontlinie zu unterbrechen, eine eigene Fassade vorgesetzt. Darauf befindet sich eine mit Stuck umrahmte Freskomalerei. Die Bilder neben dem Tor zeigen den Stifter Lukas Kern und seine Ehefrau Anna Theresia. Auch der Innenraum der Kapelle ist mit reichen Stuckarbeiten ausgestattet. Der Altar stammt aus der Erbauungszeit.
1758 zogen die ersten Kinder in den Bau ein. Maria-Ward-Schwestern führen bis heute das Waisenhaus.
Den Platz vor dem Waisenhaus schmückt eine St. Nepomuk-Statue von Joseph Carl Hofer von 1759 (1957 von Otto Zirnbauer restauriert, der zugleich eine Kopie in Donaukalkstein für das Donaustauwerk Jochenstein schuf). Bis 1968 wurde die Statue Christian Jorhan d. Ä. zugeschrieben.